# 費魯喬·藍寶堅尼

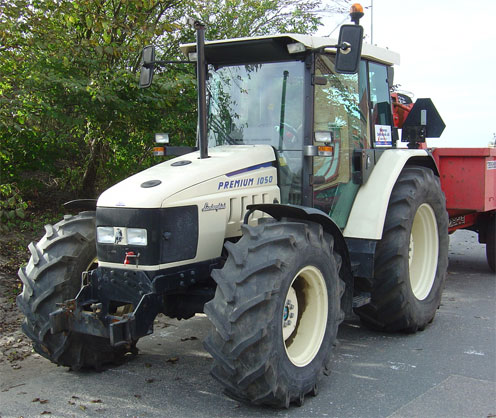
林寶堅尼農業車輛

費魯喬·兰博基尼（義大利語：Ferruccio Lamborghini，義大利語發音：[feˈrːut͡ʃːo lamboɾˈɡiːni]；1916年4月28日—1993年2月20日）為義大利著名超級跑車品牌兰博基尼的創始者。

## 簡歷
- 1916年4月28日，於義大利境內的一處小農莊出生。小時後在耳濡目染下，就對農業機械車輛有著濃厚的興趣，往後更進入工業大學求學。
- 1939年，自學校畢業後，被徵召入伍從軍。
- 1946年，退伍返回義大利。
- 1948年起，即利用軍用車輛為基礎，進行農用車輛的製造與銷售。當時，由於義大利在戰後對於農業車輛的需求極為迫切。因此，不久之後便迅速累積出相當的財富，進而得以滿足自己對於賽車運動的熱愛。
- 1963年，創立「藍寶堅尼」同名的汽車公司。1963年8月，完成位於「聖亞加塔·波隆尼」（Sant'Agata Bolognese）的製造工廠。同年10月26日，義大利「都靈車展」（Turin Motor Show）裏，展出首部概念車型Lamborghini 350GTV Concept。
- 1964年，推出首部市售車輛Lamborghini 350GT。
- 1971年8月，正逢南美州地區政局變化，首度出現資金周轉不靈的情況，使得費魯喬·藍寶堅尼出脫手上51%股份。同年，推出林寶堅尼Countach（義大利文Countach代表『驚奇』），鍘刀式車門造型，跨越時空的設計，已成為往後車輛相仿的造型之一。
- 1974年9月，遭逢國際石油危機影響下，再度出現資金周轉不靈的情況，迫使費魯喬·藍寶堅尼全數出脫手上49%股份給予友人。從此，費魯喬·藍寶堅尼離開所經營的公司，自汽車業界退休。往後，改為從事葡萄酒的製作。
- 1993年2月20日，因心臟病逝世，享年76歲。

## 傳言

### 創廠原因
目前，流傳有數個版本關於費魯喬·藍寶堅尼為什麼開設汽車製造公司的原因，多數版本都指向與恩佐·法拉利（Enzo Ferrari）有關聯。
然而，上述那些的說法，並非事實。歐洲的大眾媒體也許經常做把這當成真實新聞，這誤會也經日本的汽車相關媒體順著引入日本國內，並給予都市傳說化罷了。往後，更形成狂熱愛好者和反對狂熱愛好者之間的流言斐語。

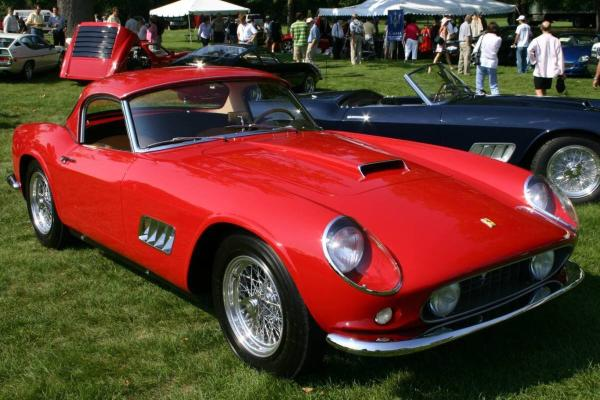
1961 Ferrari 250 GT California Spyder

日本的雜誌社曾經專訪過費魯喬·藍寶堅尼的妻子，她則當下立即反對此類說法。依據她的談話指出：『費魯喬·藍寶堅尼以自己使用車輛的結果，找到那品質的疑問是事實。但是，之後的部分，卻有所不同』。實際上，費魯喬·藍寶堅尼將改善車輛的部分想法，提案寫成書信寄給對方，但始終得不到回應。既然如此，不如自己來挑戰做做看汽車行業，即為事實的真相。
- 部分證實：經由東尼諾·藍寶堅尼（Tonino Lamborghini）口述。駕駛Ferrari 250 GT的費魯喬·藍寶堅尼投訴車輛離合器出現問題，誤傷觀賞賽車的民眾。然而，恩佐·法拉利非但不太理睬，還告訴費魯喬·藍寶堅尼沒能力駕駛Ferrari 250 GT，只適合駕駛農業機械車輛。後來，費魯喬·藍寶堅尼在自己公司倉庫裏，找到一個合適的備用配件安裝，解決Ferrari 250 GT問題。

- 未經證實：傳聞1963年夏季，恩佐·法拉利乘坐費魯喬·藍寶堅尼所購買的Ferrari 250 GT時（另有一說，是在家中談話），靜靜聆聽費魯喬·藍寶堅尼述說Ferrari 250 GT這部車輛如何的優秀。但是，當費魯喬·藍寶堅尼提出Ferrari 250 GT車輛裏的變速箱缺點時，恩佐·法拉利臉色一沉說：『用不著製造農業機械車輛的人，告訴我如何製造跑車』！自此，雙方不歡而散。同時，費魯喬·藍寶堅尼決定自行涉足跑車事業。

- 考據事實：當時，義大利政府始終拒絕頒予直昇機執照給費魯喬·藍寶堅尼。迫於無奈的情形之下，只好捨棄直昇機公司，往汽車事業發展。

### 徽章由來
目前，較為普遍的說法是，創業者費魯喬·藍寶堅尼出生於1916年4月28日，當天正巧屬於金牛座，故以此為徽章。近來，另有「蠻牛」（Lamborghini徽章）抗衡「躍馬」（Ferrari徽章）的傳言產生。

## 備註
1. ↑  華碩筆記型電腦於 2006 CeBIT 舞台大放異彩　藍寶堅尼 VX 系列 （页面存档备份，存于），〈ASUS〉

## 外部連結
- Automobili Lamborghini S.p.A. （页面存档备份，存于）
- Lamborghini Registry （页面存档备份，存于）